# Dholpur (ciutat)
Dholpur (Hindi: धौलपुर) és una ciutat i municipi de l'Índia, al Rajasthan, des de 1982 capital del districte de Dholpur, equivalent a l'antic principat de Dholpur. Segons el cens de 2001 la seva població era de 92.137 habitants, i es calcula que ja ha sobrepassat els cent mil (2009).

## Història
Vegeu: Dholpur

## Llocs d'interès
- Temple Machkund a 8 km
- Talab-E-Shahi, llac a 40 km
- Fort Shergarh al sud de la ciutat
- Saipau Mahadeo, Temple
- Turons de Chambal
- Santuari de Ramsagar amb el llac Ramsagar
- Van Vihar, santuari de vida animal
- Chambal (Gharial) Wildlife Sanctuary